# Райнхарт Козелек
Райнхарт Козелек (на немски: Reinhart Koselleck, р. 23 април 1923 в Гьорлиц, Германия – п. 3 февруари 2006 в Бад Айнхаузен) е германски историк и теоретик на историческата наука.

## Биография
Райнхарт Козелек се ражда в семейство на учители. Отива в казармата на 18-годишна възраст през 1941 г. и неизбежно е изпратен на Източния фронт, където попада в плен – във военен лагер в Караганда (1944-1945).
През 1947-1953 г. следва в Хайделбергския университет и Бристолския университет. Сред преподавателите му са Мартин Хайдегер, Карл Шмит, Ханс-Георг Гадамер, Алфред Вебер, Карл Льовит, Вернер Конце и др. През 1954 г. защитава дисертация в Хайделберг. През 1954-1956 г. е поканен като преподавател в Бристолския университет. През 1960-1965 г. е в работната група по социална история на съвременността в Хайделберг, а през 1986 г. става неин ръководител.
От 1966 г. е професор по политически науки в Рурския университет в Бохум. Активно сътрудничи на проекти в университетите на Билефелд и Хайделберг. Гост-професор в университети в Берлин, Чикаго, Будапеща и в Колумбийския университет.

## Научни интереси
Един от най-големите специалисти на своето време по теория на историята, историческа антропология, история на понятията, социална история и история на правото. Тясната област на изследванията му е Германия от XVIII – XIX век.
Най-прочутата му книга е „Минало бъдеще – към семантиката на историческото време“ (1979). Но най-мащабното му начинание си остава колективният проект по енциклопедията „Основни понятия на историческата наука. Историческа енциклопедия на социално-политическия език в Германия“ в 9 тома (1972-1997), на която е инициатор, съставител и сред най-активните автори.

## Признание
Оказва огромно влияние върху социалните, историческите и хуманитарните науки в Европа и САЩ, трудовете му са преведени на много европейски езици.
Почетен доктор е на Амстердамския университет (1989), на университета Париж-VII (2003), на университета в Тимишоара (2005). Почетен член на Академията на науките на Унгария (1998).
Носител е на наградата „Зигмунд Фройд“ за научна проза (1999), както и на наградата на Мюнстер за принос в историческата наука (2003).
През ноември 2002 г. в негова чест в София е организирана конференцията „Историческо време и режими на темпоралността“.